# 12400 Katumaru
12400 Katumaru è un asteroide della fascia principale. Scoperto nel 1995, presenta un'orbita caratterizzata da un semiasse maggiore pari a 2,3418760 UA e da un'eccentricità di 0,1694441, inclinata di 5,83649° rispetto all'eclittica.